# Olympische Sommerspiele 2008/Fußball/Deutschland
Dieser Artikel behandelt die deutsche Fußballnationalmannschaft der Frauen bei den Olympischen Sommerspielen 2008 in Peking.

## Qualifikation
Im Gegensatz zu den anderen Kontinentalverbänden der FIFA führt die UEFA keine gesonderte Olympiaqualifikation durch. Der europäische Verband vergibt die drei Plätze an die erfolgreichsten europäischen Teilnehmer der Weltmeisterschaft 2007. Die Qualifikation für die Olympischen Spiele wurde schon durch den Einzug in das Viertelfinale erreicht.

## Kader
Am 11. Juni 2008 nominierte die Bundestrainerin Silvia Neid einen vorläufigen, 25-köpfigen Kader. 17 Spielerinnen dieses Aufgebotes gehörten bei der Weltmeisterschaft 2007 zum Kader. Nicht zum Kader gehörte die Torschützenkönigin der Bundesligasaison 2007/08 Inka Grings. Laut Silvia Neid hat Grings „trotz mehrfacher Aufforderung seitens des DFB nicht die nötigen Unterlagen für die Erteilung eines Visums eingereicht“.
Am 17. Juni 2008 sagte Petra Wimbersky ihre Teilnahme wegen eines Knorpelschadens im linken Kniegelenk ab. Für sie wurde Anja Mittag nachnominiert. Nach dem Testspiel gegen England am 18. Juli 2008 nominierte Silvia Neid schließlich den 18-köpfigen Kader. Aus dem vorläufigen Aufgebot wurden Isabell Bachor, Lena Goeßling, Navina Omilade, Bianca Rech, Alisa Vetterlein und Lisa Weiß nicht nominiert. Somit werden 16 Weltmeisterinnen von 2007 an den Olympischen Spielen teilnehmen.
| Nr.           | Name                   | Geburtstag    | Verein vor Turnierbeginn | Spiele        | Tore          |               |               |               |
| Torhüterinnen | Torhüterinnen          | Torhüterinnen | Torhüterinnen            | Torhüterinnen | Torhüterinnen | Torhüterinnen | Torhüterinnen | Torhüterinnen |
| ------------- | ---------------------- | ------------- | ------------------------ | ------------- | ------------- | ------------- | ------------- | ------------- |
| 1             | Nadine Angerer         | 10.11.1978    | Djurgården Damfotboll    | 6             | –             | –             | –             | –             |
| 12            | Ursula Holl            | 26.06.1982    | SC 07 Bad Neuenahr       | –             | –             | –             | –             | –             |
| Abwehr        |                        |               |                          |               |               |               |               |               |
| 3             | Saskia Bartusiak       | 09.09.1982    | 1. FFC Frankfurt         | –             | –             | –             | –             | –             |
| 6             | Linda Bresonik         | 07.12.1983    | SG Essen-Schönebeck      | 4             | –             | –             | –             | –             |
| 17            | Ariane Hingst          | 25.07.1979    | Djurgården Damfotboll    | 6             | –             | –             | –             | 1             |
| 5             | Annike Krahn           | 01.07.1985    | FCR 2001 Duisburg        | 6             | –             | –             | –             | –             |
| 4             | Babett Peter           | 12.05.1988    | 1. FFC Turbine Potsdam   | 3             | –             | –             | –             | –             |
| 2             | Kerstin Stegemann      | 29.09.1977    | SG Wattenscheid 09       | 5             | 1             | –             | –             | –             |
| Mittelfeld    |                        |               |                          |               |               |               |               |               |
| 15            | Fatmire Bajramaj       | 01.04.1988    | FCR 2001 Duisburg        | 4             | 2             | –             | –             | –             |
| 7             | Melanie Behringer      | 18.11.1985    | SC Freiburg              | 5             | –             | –             | –             | –             |
| 18            | Kerstin Garefrekes     | 04.09.1979    | 1. FFC Frankfurt         | 5             | 1             | –             | –             | –             |
| 14            | Simone Laudehr         | 12.07.1986    | FCR 2001 Duisburg        | 5             | 1             | –             | –             | 2             |
| 10            | Renate Lingor          | 11.10.1975    | 1. FFC Frankfurt         | 5             | –             | –             | –             | –             |
| 13            | Célia Okoyino da Mbabi | 27.06.1988    | SC 07 Bad Neuenahr       | 4             | –             | –             | –             | –             |
| Angriff       |                        |               |                          |               |               |               |               |               |
| 11            | Anja Mittag            | 16.05.1985    | 1. FFC Turbine Potsdam   | 4             | 1             | –             | –             | –             |
| 16            | Conny Pohlers          | 16.11.1978    | 1. FFC Frankfurt         | –             | –             | –             | –             | –             |
| 9             | Birgit Prinz           | 25.10.1977    | 1. FFC Frankfurt         | 6             | 1             | –             | –             | 2             |
| 8             | Sandra Smisek          | 03.07.1977    | 1. FFC Frankfurt         | 4             | –             | –             | –             | –             |
| Trainerstab   |                        |               |                          |               |               |               |               |               |
|               | Silvia Neid            | 02.05.1964    | Trainerin                | Trainerin     | Trainerin     | Trainerin     | Trainerin     | Trainerin     |
|               | Ulrike Ballweg         | 17.09.1965    | Co-Trainerin             | Co-Trainerin  | Co-Trainerin  | Co-Trainerin  | Co-Trainerin  | Co-Trainerin  |

## Vorbereitung
Die Vorbereitung auf das Turnier beginnt am 26. Juni 2008. Insgesamt vier Lehrgänge wurden von der Bundestrainerin Silvia Neid angesetzt. Zudem standen zwei Länderspiele an. Am 17. Juli 2008 traf die DFB-Elf in Unterhaching auf England und gewann mit 3:0. Die Tore erzielten Sandra Smisek, Birgit Prinz und Melanie Behringer per Foulelfmeter.
In Sandefjord fand am 23. Juli 2008 gegen Norwegen die Generalprobe statt. Hier konnte die Mannschaft nicht an ihre Leistung aus dem Englandspiel anknüpfen und verlor mit 0:2. Am 30. Juli 2008 reiste der DFB-Tross nach Shenyang ab.

## Spiele
Die deutsche Mannschaft trifft in der Vorrundengruppe F auf Brasilien, Nigeria und Nordkorea. Silvia Neid sprach nach der Auslosung von einer schweren Auslosung und schätzte die Gruppe als die stärkste der Vorrunde ein.

### Vorrunde
- 6. August 2008 in Shenyang:  Deutschland – Brasilien  0:0

Zum Auftakt stellten Renate Lingor, Birgit Prinz und Kerstin Stegemann einen Rekord auf. Das Trio nahm bereits zum vierten Mal an den Olympischen Spielen teil. Die deutsche Mannschaft spielte in der gleichen Formation wie beim WM-Finale 2007.
Die Brasilianerinnen hatten die erste Großchance im Spiel. In der 12. Minute köpfte Cristiane eine Flanke von Marta über das Tor. Die erste Chance für die deutsche Elf hatte Sandra Smisek, deren Kopfball in der 24. Minute an die Latte ging. Bis zur Halbzeit hatte die deutsche Elf Vorteile und erspielten sich weitere Chancen. Melanie Behringers Distanzschuss konnte von Brasiliens Torfrau Andreai pariert werden (37.) während Birgit Prinz nach einem Dribbling das Tor verfehlte (42.).
In der zweiten Hälfte erhöhten beide Mannschaften das Tempo. Sandra Smisek verfehlte mit einem Lupfer nur knapp das Tor (62.). In der Endphase des Spiels offenbarten sich konditionelle Vorteile auf Seiten der Südamerikanerinnen. Marta kam in der Schlussphase noch zweimal zu Großchancen, scheiterte aber beide Male an der deutschen Torfrau Nadine Angerer. Bundestrainerin Silvia Neid zeigte sich mit dem Ergebnis zufrieden und lobte die Abwehrarbeit.
Die deutsche Mannschaft spielte in folgender Aufstellung: Angerer – Stegemann, Krahn, Hingst, Bresonik – Lingor, Laudehr – Garefrekes, Prinz, Behringer (73. Bajramaj) – Smisek (73. Okoyino da Mbabi)
- 9. August 2008 in Shenyang:  Nigeria – Deutschland  0:1 (0:0)

Bundestrainerin Silvia Neid nahm keine Änderungen in der Anfangsformation vor. Das Spiel begann zerfahren und beide Mannschaften konnten keine nennenswerten Torchancen erspielen. Durch die ruppige Spielweise des Afrikameisters kam es zu vielen Unterbrechungen. Die erste große Möglichkeit hatte Birgit Prinz in der 30. Minute, doch ihr Schuss von der Strafraumgrenze ging über das Tor. Torlos ging es in die zweite Hälfte. Die beste Möglichkeit für Nigeria hatte Sarah Michaels in der 55. Minute. Erst spielte sie die deutsche Abwehr aus und tauchte alleine vor dem deutschen Tor auf. Ihren Schuss sowie den Nachschuss von Nkwocha konnte Nadine Angerer parieren.
Durch die Einwechselung von Anja Mittag für Sandra Smisek wurde das deutsche Spiel belebt. In der 66. Minute setzte sich Mittag auf der linken Seite durch. Ihre Flanke erreichte die heraneilende Kerstin Stegemann, die den Ball mit rechts im Tor unterbrachte. Danach war der Bann gebrochen und die deutsche Elf kam zu zahlreichen zusätzlichen Chancen. Weitere Tore fielen jedoch nicht mehr.
- 12. August 2008 in Tianjin:  Nordkorea – Deutschland  0:1 (0:0)

Erneut lief die deutsche Elf in unveränderter Formation auf. In den ersten Spielminuten hatte der Weltmeister große Probleme mit den schnellen, quirligen Koreanerinnen, die nach elf Minuten die erste Chance hatten. Die deutsche Mannschaft leistete sich viele Fehlpässe und gab dem Gegner zahlreiche Kontermöglichkeiten. Die beste Chance für die DFB-Elf hatte Simone Laudehr. Nach einem Freistoß von Renate Lingor köpfte Laudehr den Ball an die Latte.
In der zweiten Hälfte begann die deutsche Elf druckvoller zu spielen, ehe die Partie zunehmend verflachte. Nach 78 Minuten köpfte Kerstin Garefrekes einen Freistoß von Lingor knapp über das Tor. Die Entscheidung folgte drei Minuten vor dem Abpfiff. Birgit Prinz setzte sich über die linke Seite durch und schoss auf das Tor. Torhüterin Jon konnte den Ball nur abklatschen. Anja Mittag nutzte die Situation und schob den Ball ins leere Tor.
Die deutsche Mannschaft stellte einen neuen olympischen Rekord auf. Seit nunmehr 381 Minuten ist das Team ohne Gegentor und verbesserte den alten Rekord um 52 Minuten.
Die deutsche Mannschaft spielte in folgender Aufstellung: Angerer – Stegemann, Krahn, Hingst, Bresonik – Lingor, Laudehr – Garefrekes, Prinz, Behringer (69. Bajramaj) – Smisek (63. Mittag)

### Viertelfinale
- 15. August 2008 in Shenyang:  Schweden – Deutschland  0:2 n. V. (0:0, 0:0)

Zum ersten Mal nahm Silvia Neid eine Änderung in der Startformation vor. Anja Mittag rückte für Sandra Smisek in die Sturmspitze. Über weite Strecken hatte die deutsche Elf klare Vorteile, jedoch wurden die erspielten Chancen nicht genutzt. Ein Distanzschuss von Mittag verfehlte das Tor nur knapp (6.) während Bresonik kurze Zeit später nur den Außenpfosten traf (8.). Die beste Möglichkeit im ersten Durchgang hatte Birgit Prinz, als sie alleine auf das Tor lief, Torfrau Lindahl umkurvte, aber dann das leere Tor nicht traf (33.). In der zweiten Hälfte wurde Schweden stärker und erspielte sich durch Svensson eine gute Möglichkeit, die jedoch von Nadine Angerer entschärft wurde. Kurz vor dem Abpfiff hätte Melanie Behringer alles klarmachen können, doch ihr Schuss von der Strafraumgrenze traf nur das Lattenkreuz.
In der Verlängerung erhöhte die deutsche Elf den Druck. Nach einer Ecke von Lingor erzielte Kerstin Garefrekes per Kopf das 1:0 (104.). Die Entscheidung fiel fünf Minuten vor dem Abpfiff durch einen Treffer von Simone Laudehr. Während der zweiten Halbzeit erlitt Linda Bresonik einen Außenbandriss im linken Sprunggelenk und fällt für den Rest des Turniers aus.
Die deutsche Mannschaft spielte in folgender Aufstellung: Angerer – Stegemann, Krahn, Hingst, Bresonik (71. Peter) – Laudehr, Lingor – Garefrekes, Prinz, Behringer – Mittag

### Halbfinale
- 18. August 2008 in Shanghai:  Brasilien – Deutschland  4:1 (1:1)

Für die verletzte Linda Bresonik rückte Babett Peter in die Startelf. Die deutsche Mannschaft begann stark und ging nach zehn Minuten durch Birgit Prinz in Führung. In der 18. Minute hatte Anja Mittag eine gute Gelegenheit, die Führung auszubauen. Jedoch scheiterte sie an der brasilianischen Torhüterin. Danach wurde der Vizeweltmeister stärker. Kurz vor dem Halbzeitpfiff traf Formiga zum Ausgleich. In der 50. Minute ging Brasilien in Führung. Nach einer Ecke für Deutschland startete Marta einen Konter, ließ Hingst und Stegemann stehen und passte auf Cristiane, die zum 2:1 traf. Vier Minuten später erhöhte Marta auf 3:1. Den Schlusspunkt setzte Cristiane in der 76. Minute.
Die deutsche Mannschaft spielte in folgender Aufstellung: Angerer – Stegemann, Krahn, Hingst, Peter – Laudehr, Lingor – Garefrekes, Prinz, Behringer (59. Bajramaj) – Mittag (59. Okoyino da Mbabi)

### Spiel um Platz 3
- 21. August 2008 in Peking:  Deutschland – Japan  2:0 (0:0)

Sandra Smisek rückte vor dem kleinen Finale an Stelle von Anja Mittag in die Startaufstellung. Die Japanerinnen erwischten den besseren Start und kamen zwischen der 14. und 24. Minute zu mehreren guten Tormöglichkeiten, scheiterten jedoch ein ums andere Mal an der deutschen Torfrau Nadine Angerer. Die deutsche Elf spielte ideenlos und kamen meistens nur bis zum Strafraum. Auch die Einwechselung von Conny Pohlers zur zweiten Halbzeit brachte keine zusätzlichen Impulse in der Offensive.
Der glückliche Führungstreffer für den Weltmeister fiel in der 69. Minute. Furumoto konnte einen Kopfball von Kerstin Garefrekes nur abklatschen. Die eingewechselte Fatmire Bajramaj traf aus spitzem Winkel zum 1:0. Durch die Führung kam mehr Sicherheit ins deutsche Spiel. Drei Minuten vor dem Abpfiff erhöhte Bajramaj zum 2:0-Endstand und sicherte ihrer Mannschaft die dritte Bronzemedaille in Folge.